# Vinessa Shaw
Vinessa Shaw (Los Ángeles, 19 de julio de 1976) es una ex actriz estadounidense.

## Biografía
Vinessa Shaw es hija de la actriz Susan Damante-Shaw. Dedicada también al mundo de la moda, posando, entre otros, para Calvin Klein, Vinessa debutó en el cine a comienzos de los años 1980 cuando todavía era una niña, apareciendo en la película Nuestro dulce hogar (Home sweet home) (1981). Tardaría más de diez años en retornar a la pantalla grande para intervenir en Ladybugs (1992) de Sidney J. Furie.
Posteriormente protagonizaría Hocus Pocus (1993) y Coyote Summer (1996), pudiendo ser vista también en el episodio piloto de la serie de televisión McKenna (1994) y en las series Murder, She Wrote y en La familia Torkelson.
También apareció en un anuncio publicitario de Levi's, en el año 1994, llamado "Creek, donde aparece una jovencita que, oculta detrás de un árbol, espía a un joven que se está bañando en un arroyo.
Tras el ecuador de la década de los '90, Vinessa Shaw trabajó con directores como Mika Kaurismäki en Colgados en Los Ángeles (1998), Stanley Kubrick en Eyes Wide Shut (1999). Posteriormente tuvo una breve aparición en la película de Woody Allen Melinda y Melinda (2004).
También intervino en la miniserie de televisión Los 70 (2002).
En el 2007 apareció junto a Christian Bale y Russell Crowe en 3:10 to Yuma, un remake del western de 1957.

## Vida personal
Tiene ascendencia judía asquenazí, alemana, irlandesa, inglesa y mexicana de parte de su padre e italiana, sueca e irlandesa por parte de su madre.
Fue novia de los actores Jonathan Brandis, con quien compartió créditos en Ladybugs, y Oliver Hudson, intérprete visto en Falsa amistad. Shaw comenzó a salir en 2007 con Kristopher Gifford, con quien se comprometio en 2008 y se casaron en 2017. En agosto de ese mismo año anunció que estaba embarazada de su primer hijo. Shaw dio a luz a su hijo llamado Jack el 20 de febrero de 2018.

## Filmografía
- Nuestro dulce hogar (1981) de Netie Pena
- Todo por mi chica (1992) de Sidney J. Furie
- Hocus Pocus / El retorno de las brujas (1993) de Kenny Ortega
- Verano Coyote (1996) de Matías Álvarez
- Colgados en Los Ángeles (1998) de Mika Kaurismaki
- Wayward Son (1999) de Randall Harris
- Eyes Wide Shut (1999) de Stanley Kubrick
- El peso del agua (2000) de Kathryn Bigelow
- Corky Romano (2001) de Rob Pritts
- 40 días y 40 noches (2002) de Michael Lehmann
- Melinda y Melinda (2004) de Woody Allen
- Bereft (2004) de Timothy Daly y J. Clark Mathis
- Padres e hijos (2004) de Rodrigo García, Jared Rappaport y Rob Spera
- Las colinas tienen ojos/El despertar del diablo (2006) de Alexandre Aja
- Badland (2007) de Francesco Lucente
- 3:10 to Yuma (2007) de James Mangold
- Garden Party (2008) de Jason Freeland
- Stag Night (2008) de Peter A. Dowling
- Two Lovers (2008) de James Gray
- Puncture (2011)
- Leave (2011)
- Big Miracle (2012)
- Efectos secundarios (2013)
- Clinical (2017) (Dirección: Alistair Legrand; guion: Luke Harvis, Alistair Legrand)
- Family Blood (2018) (Dirección: Sonny Mallhi; guion: Sonny Mallhi, Nick Savvides)